# Villers-sur-Mer
Villers-sur-Mer – miejscowość i gmina we Francji, w regionie Normandia, w departamencie Calvados.
Według danych na rok 1990 gminę zamieszkiwało 2019 osób, a gęstość zaludnienia wynosiła 225 osób/km² (wśród 1815 gmin Dolnej Normandii Villers-sur-Mer plasuje się na 98. miejscu pod względem liczby ludności, natomiast pod względem powierzchni na miejscu 572.).

## Sport
- AS Villers-Houlgate – klub piłkarski (do 2016 pod nazwą AS Villers-Blonville-Bénerville)